# Jakob von Simonowicz
Jakob (Jakub) Ritter von Simonowicz (* 28. Dezember 1827 in Czernowitz, Bukowina; † 24. Juli 1905 ebenda) war ein österreichischer Richter und Abgeordneter.

## Leben
Jakob Ritter von Simonowicz war der Sohn von Józef Ritter von Simonowicz († 1866). Er war Armenisch-Katholisch und heiratete 1870 Franciszka von Bohdanowicz († 1899). Aus der Ehe gingen keine Kinder hervor.
Er besuchte das Gymnasium in Czernowitz und studierte nach der Matura Rechtswissenschaft an der Universität Lemberg. Das Studium schloss er mit der Promotion zum Dr. iur. ab.
Ab 1851 war er Rechtspraktikant beim Magistrat der Stadt Lemberg und wirkte dann seit 1852 im Gerichtsdienst in der Bukowina. Er war als erstes Auskultant beim Landesgericht Czernowitz, ab 1855 Adjunkt und Gerichtsleiter am Bezirksamt Sereth. 1857 wurde er Staatsanwaltssubstitut und 1867 Landesgerichtsrat in Czernowitz. Im Jahr 1873 wurde er Oberlandesgerichtsrat am Oberlandesgericht Lemberg bevor er 1874 Generaladvokat an der Generalprokuratur in Wien wurde. 1887 wurde er als Nachfolger von Josef Eduard von Schenk zum Präsidenten des Oberlandesgerichts Lemberg ernannt. 1895 ging er in den Ruhestand war aber noch von 1890 bis 1905 Mitglied des Staatsgerichtshofs.

## Politik
Nachdem 1861 der Bukowiner Landtag geschaffen wurde, gehörte Simonowicz diesem von 1861 bis 1870 und erneut von 1875 bis 1886 an. Zwischen 1861 und 1870 war er auch Mitglied im Landesausschuss.
Von 1864 bis 1870 war er auch Mitglied des Abgeordnetenhauses. Er wurde in der I. Legislaturperiode in einer Nachwahl nach Rücktritt von Alexander Freiherr von Petrinò in der Klasse des Großgrundbesitzes der Bukowina gewählt und gehörte dem Parlament vom 12. November 1864 bis zum 20. September 1865 an. In der II. Legislaturperiode gehörte er dem Parlament vom 20. Mai 1867 bis zum 21. Mai 1870 an. Vom 17. Juni 1867 bis dessen Auflösung Ende September 1867 war er Mitglied im Herbst-Kaiserfeld'schen Klub.